# Dabar (repozitorij)
Dabar (Digitalni akademski arhivi i repozitoriji) je skupni repozitorij koji korisnicima omogućava pretraživanje digitalnog sadržaja i objekata nastalih kao rezultat djelovanja institucija i njezinih zaposlenika u Hrvatskoj. Radovi koje se može pohraniti i koristiti su: disertacije, recenzirani članci, knjige, radovi s konferencija, podatci istraživanja, studentski završni radovi, slike, nastavni materijali, video i audio zapisi, pre-print radovi, znanstveni i stručni radovi, prezentacije i slično. Danas većinu sadržaja čine pohranjeni diplomski i završni radovi studenata. Zbirka okuplja, trajno pohranjuje i omogućuje slobodan pristup znanstveno-istraživačkoj, intelektualnoj i kreativnoj produkciji nastaloj radom ustanove, odnosno njenih djelatnika i studenata. Sadržaj se može pretraživati po autoru, mentoru, ključnim riječima, godini i tako dalje.